# Halálos csapda (film, 2023)
A Halálos csapda (eredeti cím: Ambush) 2023-as amerikai háborús akciófilm, amelyet Mark Earl Burman, Michael McClung, Johnny Lozano és Dillon Slack forgatókönyvéből Burman rendezett. A főbb szerepekben Jonathan Rhys Meyers, Connor Paolo és Aaron Eckhart látható.
Az Amerikai Egyesült Államokban 2023. február 24-én mutatták be a mozikban.

## Cselekmény
A vietnámi háború idején egy csapat katona, akik hírszerzési anyagokat akarnak szerezni, az ellenséges Vietkong (VC) erőivel találkozik a kiterjedt földalatti alagútrendszerekben, amelyeket a VC a konfliktus során Dél-Vietnámban a föld alatt alakított ki.

## Szereplők
| Szerep   | Színész              | Magyar hang    |
| -------- | -------------------- | -------------- |
| Miller   | Jonathan Rhys Meyers | Bozsó Péter    |
| Ackerman | Connor Paolo         | Molnár Levente |
| Drummond | Aaron Eckhart        | Epres Attila   |
| Boyd     | Jason Genao          |                |
| Powell   | Gregory Sims         | Király Attila  |

### Magyar változat
- Magyar szöveg: Szalai Eszter
- Hangmérnök és vágó: Csaba Tamás
- Gyártásvezető: Nagy Anna
- Szinkronrendező: Csorba Éva

A szinkront a Syncton Stúdió készítette el.

## Bemutató
A filmet a Saban Films 2023. február 24-én mutatta be a mozikban, Video on Demand szolgáltatáson és digitálisan 2023. február 24-én jelent meg.

## Fogadtatás
A Rotten Tomatoes weboldalon 25%-os értékelést kapott 12 pozitív kritika alapján, az átlagértékelése 4,9 pont a 10-ből.
Todd Gilchrist a Variety-től pozitív kritikát adott a filmre, és a következőt írta: „Mindazonáltal okosabb és szórakoztatóbb, mint amit egy ilyen kis léptékű, külsőleg ismerős történettől várnánk. A Halálos csapda olyan, mint egy visszalépne – többnyire jó értelemben – a 'Namsploitation-filmekben, amelyeket a Cannonhoz hasonló cégek gyártottak az 1980-as években, amikor a háborúról szóló történetek voltak a kereskedelmi szempontból legnépszerűbbek.”
Julian Roman a MovieWeb-től negatív kritikát adott a filmre: „A film ingadozik a kemény harc, a katonák testvérisége és a kritikus problémákkal küszködő cselekmény között. A tempó is tényezővé válik az elhúzódó és észrevehetetlen földalatti második felvonásban.”